# Hyperomyzus zirnitsi
Hyperomyzus zirnitsi är en insektsart som beskrevs av Hille Ris Lambers 1952. Hyperomyzus zirnitsi ingår i släktet Hyperomyzus och familjen långrörsbladlöss. Arten är reproducerande i Sverige. Inga underarter finns listade i Catalogue of Life.